# Max Darj
Max Sebastian Darj, född 27 september 1991 i Göteborg, är en svensk handbollsspelare (försvarare/mittsexa). Han spelar för det tyska klubblaget Füchse Berlin i Bundesliga.

## Klubbkarriär
Max Darj började sin karriär i Stenungsunds HK som 12-åring och värvades till Alingsås HK säsongen 2009/2010. I februari 2010 gjorde han sin A-lagsdebut då han fick göra ett inhopp mot BM Ciudad Real i Champions League. Den 1 december 2010 gjorde han sin Elitseriedebut mot Hammarby IF och hamnade även i målprotokollet med ett sent mål. 
Under 2011 blev han som 20-åring utsedd till ny lagkapten i Alingsås HK. 2014 vann han sitt första SM-guld tillsammans med laget efter finalseger mot Lugi HF, Alingsås HK:s andra SM-guld totalt. Han spelade därefter tre SM-finaler mot IFK Kristianstad som Alingsås förlorade. 2017 flyttade han till Tyskland för spel med andraligalaget Bergischer HC. Efter första säsongen vann laget ligan och direktkvalificerades för högsta ligan, Bundesliga. I juni 2019 blev han utsedd till Årets handbollsspelare i Sverige av Svenska Handbollförbundet. I juni 2021 meddelades att han skrivit kontrakt med tyska Füchse Berlin, med start säsongen 2022/23. Med Füchse Berlin var han med och vann EHF European League 2023.

## Landslagskarriär
Darj debuterade den 28 maj 2014 i A-landslaget och spelade till 2017 enstaka landskamper. 2017 blev han ordinarie spelare i A-landslaget och fick spela i mästerskapen. Han var med i EM-2018 och vann silvermedaljen. Darj var också en viktig spelare då Sverige vann VM-silver i Egypten 2021. I landslaget har han varit försvarsspelare i förstahand men under OS i Tokyo fick han mera speltid även offensivt.

## Meriter

### Med Klubblag
- Tysk mästare
  -  2025 med Füchse Berlin
- EHF European League:
  -  2023 med Füchse Berlin
- Handbollsligan:
  -  2015 med Alingsås HK
- IHF Super Globe:
  -  2023 med Füchse Berlin

### Med Landslag
- EM-guld 2022 i Ungern och Slovakien
- EM-silver 2018 i Kroatien
- VM-silver 2021 i Egypten
- EM-brons 2024 i Tyskland

Individuella utmärkelser
- Årets handbollsspelare i Sverige 2019